# Puzosia
Puzosia — рід амонітів родини Desmoceratidae, що існував у крейдовому періоді (125,5 — 70,6 млн років тому).

## Скам'янілості
Численні викопні рештки представників роду знайдені на всіх континентах. У 2019 році раковина Puzosia bhima була виявлена в шматку бірманського бурштину з М'янми віком 99 млн років. Це перше відоме відкриття амоніта, збереженого в бурштині. В Україні виявлений у 2000 році в долині річки Бельбек у Криму.

## Види
- Puzosia alaskana Imlay 1960
- Puzosia bhima Stoliczka 1865
- Puzosia bistricta White 1887
- Puzosia brasiliana Maury 1936
- Puzosia communis Spath 1923
- Puzosia compressa Kossmat 1898
- Puzosia crebrisulcata Kossmat 1898
- Puzosia dibleyi Spath 1922
- Puzosia dilleri Anderson 1902
- Puzosia hannai Anderson 1958
- Puzosia garajauana Maury 1936
- Puzosia lata Seitz 1931
- Puzosia longmani Whitehouse 1926
- Puzosia lytoceroides Haas 1952
- Puzosia mayoriana d'Orbigny 1841
- Puzosia media Seitz 1931
- Puzosia naidini Marcinowski 1977
- Puzosia paronae Kilian 1900
- Puzosia planulatus Sowerby 1827
- Puzosia quenstedti Parona and Bonarelli 1897
- Puzosia rosarica Maury 1936
- Puzosia skidegatensis McLearn 1972
- Puzosia serratocarinata Kennedy and Cobban 1988
- Puzosia stoliczkai Kossmat 1898
- Puzosia tucuyensis von Buch 1850

Види P. naidini, P. dibleyi та P. tucuyensis часто виокремлюють у рід Anapuzosia, а Puzosia bhima та Puzosia stoliczkai у рід Bhimaites.